# Anemone rhodopaea
Anemone rhodopaea là một loài thực vật có hoa trong họ Mao lương. Loài này được (Stoj. & Stef.) Stoj. & Stef. mô tả khoa học đầu tiên năm 1948.